# Aluehallintovirasto
Oblastní správní úřady (finsky aluehallintovirasto, švédsky regionförvaltningsverk) jsou státní úřady ve Finsku, které vznikly 1. ledna 2010, kdy nahradily tehdejší dělení na větší kraje (läänit). Pod správu každého úřadu spadá jedna či více finských provincií. Území Finska je rozděleno do šesti obvodů těchto středisek. Autonomní souostroví Alandy má zvláštní postavení, kdy tamní vláda vykonává též pravomoce odpovídající oblastním správním úřadům na finské pevnině.

## Kompetence
Činnost úřadů lze rozdělit do 5 základních oblastí.
- základní služby veřejnosti, právní ochrana a různá povolení
  - zdravotnictví
  - sociální služby
  - vzdělávání
  - záležitosti související s hospodářskou soutěží, ochranou spotřebitele
- bezpečnost a ochrana zdraví
- povolení pro nakládání s vodami a další otázky ohledně životního prostředí
- požární a záchranná služba
- policie

## Přehled úřadů
Následující tabulka je přehledem oblastních správních úřadů.
| Aluehallintovirasto (provincie)                                                                     | správní středisko | další pobočky úřadu | Mapa správních úřadů |
| --------------------------------------------------------------------------------------------------- | ----------------- | ------------------- | -------------------- |
| Jižní Finsko (Jižní Karélie, Uusimaa, Kanta-Häme, Päijät-Häme, Kymenlaakso)                         | Hämeenlinna       | Helsinki, Kouvola   | Mapa správních úřadů |
| Jihozápadní Finsko (Vlastní Finsko, Satakunta)                                                      | Turku             |                     | Mapa správních úřadů |
| Západní a Vnitřní Finsko (Pirkanmaa, Střední Finsko, Pohjanmaa, Jižní Pohjanmaa, Střední Pohjanmaa) | Vaasa             | Tampere, Jyväskylä  | Mapa správních úřadů |
| Východní Finsko (Jižní Savo, Severní Savo, Severní Karélie)                                         | Mikkeli           | Kuopio, Joensuu     | Mapa správních úřadů |
| Severní Finsko (Kainuu, Severní Pohjanmaa)                                                          | Oulu              |                     | Mapa správních úřadů |
| Alandy (Alandy)                                                                                     | Mariehamn         |                     | Mapa správních úřadů |
| Laponsko (Laponsko)                                                                                 | Rovaniemi         |                     | Mapa správních úřadů |

### Legislativa
1. ↑  Zákon č. 896/2009, Laki aluehallintavirastoista. [cit. 2017-12-25]. Dostupné online.
2. 1 2  Vyhláška státní rady č. 906/2009, Valtioneuvoston asetus aluehallintovirastoista. [cit. 2017-12-25]. Dostupné online.